# Stripfestival Knokke-Heist
Het Stripfestival Knokke-Heist wordt sinds 2004 jaarlijks in mei georganiseerd door vzw Strippromotie in samenwerking met de gemeente Knokke-Heist.
Daags voor het stripfestival is er een gala-avond voor genodigden met een muzikaal optreden en prijsuitreikingen: Prijs Rijzende Ster (ereprijs Guido De Mey), Themaprijs, Lifetime Achievement Prijs en Noordzeeprijs (ereprijs wijlen burgemeester graaf Leopold Lippens).
Het eendaagse stripfestival organiseert een tweedehands-stripbeurs en een tentoonstelling. Een zestigtal striptekenaars en scenaristen komen signeren. Elke editie van het festival heeft een eigen thema, bijvoorbeeld in 2023 was dat 'politie'. Tot 2022 was de locatie het casino van Knokke. In 2023 verhuisde het festival naar zaal Ravelingen.
Door de coronapandemie was er geen editie in 2020 en ging de editie van 2021 door in september.